# اکینشی بسژیلدیق
اکینشی بسژیلدیق (به قزاقی: Ekinshi Beszhyldyq) یک منطقهٔ مسکونی در قزاقستان است که در شهرستان سرکند واقع شده‌است.